# Adelina Tahiri
Pour les articles homonymes, voir Tahiri.
Adelina Tahiri (née le 4 avril 1992 à Skopje) est une chanteuse albanaise.

## Carrière
Adelina Tahiri commence sa carrière musicale en Albanie, où elle publie son premier single en 2007, Më Trego, alors qu'elle a 16 ans, et son premier album studio un an plus tard, Eliksir. Dès ses premières apparitions, elle développe l'image d'une femme sexy à l'attitude suggestive.
Elle est présente à différents concerts organisés dans différents pays pour les Albanais et participe à différentes émissions de télévision comme le télé-crochet Top Fest en 2008. Adelina Tahiri est une collaboratrice musicale régulière de chanteurs célèbres des communautés albanaises et se produit dans divers festivals au sein de la diaspora albanaise.
Tahiri participe à des sélections télévisées nationales pour représenter l'Albanie ou la Macédoine au Concours Eurovision de la chanson, sans succès,.
En 2022, elle remporte Dance with me Albania, l'édition albanaise de Let's Dance sur TV Klan.  Adelina Tahiri a un très large public d'auditeurs et de fans au Kosovo, en Albanie, en Macédoine du Nord et en Italie.

## Vie privée
Adelina Tahiri est mariée à Serjoza Markov, un avocat macédonien, avec qui il a un fils, Joni.

## Discographie
Albums
- 2007 : Narçizoid
- 2010 : Nuk Jam Penduar
- 2015 : Ani Ani

Singles
- 2008 : Më Trego
- 2009 : Vuaj
- 2013 : Ti Mos U Kthe
- 2011 : Manipulátor
- 2012 : Mjaftë